# Площадь Украинских Героев
Площадь Украинских Героев — площадь в Шевченковском районе Киева, расположена между улицами Большой Васильковской, Гетмана Павла Скоропадского и Евгения Чикаленко.

## История
Площадь возникла между Шулявской и Великой Васильковской улицами во второй половине XIX века. В 1880–90-х годах бытовало неофициальное название площади — Шулявская. Это название произошло от Шулявской улицы, которая в 1891 году получила название Караваевская, к 50-летию университетской деятельности Владимира Караваева, учёного и медика, профессора и одного из основателей медицинского факультета киевского Императорского университета св. Владимира.
Через некоторое время после переименования улицы площадь также стали называть Караваевская, хотя официально её не переименовывали.
После того, как в 1920 году Караваевская улица получила название улица Льва Толстого, площадь продолжала оставаться безымянной.
Со второй половины 1930-х годов площадь стали называть площадь Толстого (или майданом Толстого), а в 1938 году она официально получила новое название — площадь Л. Н. Толстого, площадь Льва Толстого — с 1944 года. Современное название в честь украинских героев — с 2023 года.

## Застройка
В. А. Караваеву с 1850-х гг. принадлежал участок № 13 (первоначальная застройка не сохранилась) на ул. Шулявской.
Одним из первых известных сооружений площади стала баня Михельсона, более известная как Караваевская баня. Заведение работало с 1877 года в собственном доме купца Фридриха Михельсона на пересечении улиц Пушкинской и Шулявской. Баня отличалась своей чистотой, за что была признана санитарной комиссией города одной из наилучших в городе.
Полноценно застраиваться площадь начала в конце XIX века. Одним из первых заметных сооружений, появившихся тут, стал дом Льва Бендерского. Доходный дом известного Киевского виноторговца был построен в 1897—1899 годах по проекту архитектора Владислава Городецкого. Во время постройки дом оказался самым высоким жилым зданием Киева. Фасад был пышно декорирован.
В послевоенное время в районе площади произошли значительные перестройки. Дом Бендерского был капитально отремонтирован, вследствие чего главный фасад здания был сильно упрощён, и до сегодняшнего дня он утратил архитектурную привлекательность. В 1981 году на площади открылась новая станция метрополитена, а в здании, в котором находится наземный выход из станции, был размещён электронно-вычислительный центр Киевского метрополитена.
Также в 1980-х годах был снесён дом Михельсона, а на его месте со временем был построен один из первых в Киеве бизнес-центров — «Киев-Донбасс».
К чемпионату Европы по футболу 2012 года, на площади Украинских героев планировалось построить фонтан который когда-то тут находился. Однако, к началу чемпионата никаких модификаций площадь не претерпела.

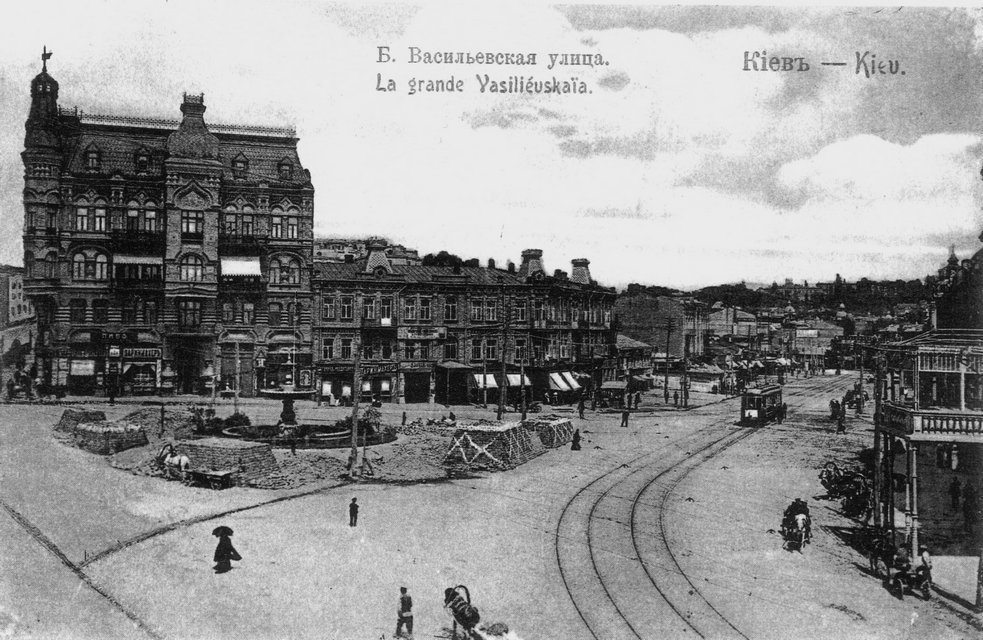
Вид на площадь и Большую Васильковскую улицу
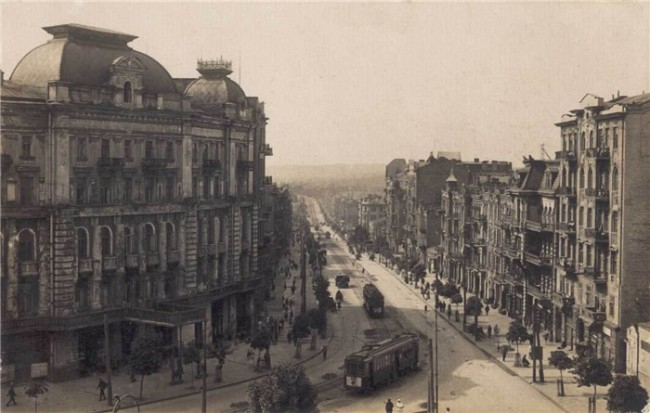
Вид на площадь от Большой Васильковской улицы
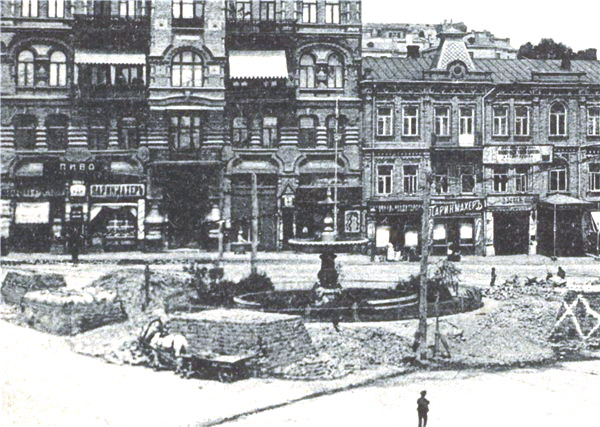
Фонтан
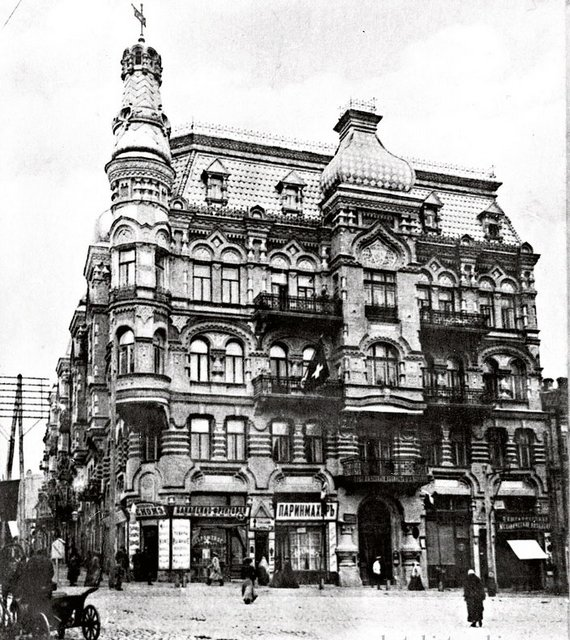
Доходный дом Снежко и Хлебниковой
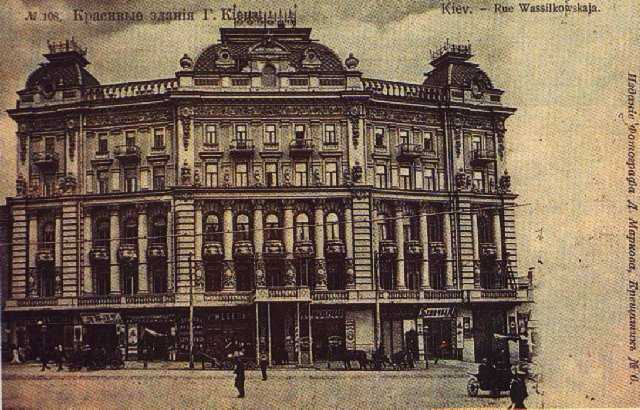
Доходный дом Льва Бендерского

## Транспорт
- Метро «Площадь Украинских Героев»
- Автобус 20
- Троллейбусы: 5, 7, 8, 17, 93Н, 94Н

## Почтовый индекс
01004